# 中国电视戏曲兰花奖
中国电视戏曲兰花奖简称兰花奖，是由中国广播电视协会主办、中国电视文艺工作委员会承办，于2003年2月发起的电视戏曲奖项，也是中国电视戏曲界级别最高的专家奖。一般每年举办一届。兰花奖的评选和颁奖活动一般会在不同的城市进行，首届兰花奖举办于2004年，评选地点是山东省淄博市，颁奖地点是河南省郑州市。自2009年开始，兰花奖的评选和颁奖活动长期落户河南省。

## 评选范围和机制
由中国中央电视台、中国省级电视台、各市级电视台，中国人民解放军各兵种、文化团体、院团和文化公司等制作播出的戏曲类节目均可参评。评选由初评与终评两级评选，电视戏曲兰花奖评选委员会是由电视戏曲和电视综艺所涉及的艺术门类专家组成。在上级部门批准之后开始履行评审资格。评审监督在公证处的监督下完成。

## 奖项设置
设有电视戏曲专题、戏曲电视剧、戏曲晚会、戏曲栏目、戏曲音乐电视和单项奖六类21个奖项。

## 参看
- 中国曲艺牡丹奖
- 中国戏剧奖
- 曹禺戏剧奖